# Dorrit Hoffleit
Dorrit Hoffleit   (Florence, 12 de març de 1907 - New Haven, 9 d'abril de 2007) va ser una investigadora astrònoma sènior estatunidenca a la Universitat Yale.
És més coneguda pel seu treball en estrelles variables, astrometria, espectroscòpia, meteors i el Bright Star Catalog. També és coneguda per la seva mentoria de moltes dones joves i generacions d'astrònoms.

## Carrera professional
L'interès d'Hoffleit per l'astronomia va començar amb la pluja de meteors dels Perseids de 1919 que va veure amb la seva mare. El 1928 es va graduar cum laude amb un B. A. en matemàtiques. Després va treballar per al Harvard College Observatory de Harvard, buscant estrelles variables. El 1938, se li va concedir un doctorat en astronomia al Radcliffe College i posteriorment va ser contractada, el 1948, com a astrònoma a la Universitat Harvard. Va romandre a Harvard fins al 1956, quan es va traslladar a la Universitat Yale. Va romandre a Yale fins a la seva jubilació el 1975.
A Yale va seguir els passos d'Ida Barney, fent-se càrrec del seu treball astromètric, i de qui més tard va escriure «Conèixer-la va ser un plaer, una inspiració i un privilegi, tant a la feina com socialment». Hoffleit també va exercir com a directora de l'Observatori Maria Mitchell a l'illa de Nantucket des de 1957 fins a 1978, on va dirigir programes d'estiu (de maig a octubre) per a més de 100 estudiants, molts dels quals van seguir una carrera d'èxit en astronomia. En els seus últims anys a Yale, Hoffleit va ensenyar cursos bàsics d'astronomia a estudiants de grau. Les seves conferències apassionades a Davies Hall, normalment amb més de 100 estudiants, els van inspirar i sorprendre. Va generar un interès de tota la vida per l'astronomia a dones i homes joves, molts dels quals només complien un requisit previ per als seus títols de grau.
A mitjans de la dècada del 1950, Hoffleit va ser consultada pels Ballistic Research Laboratories (Laboratoris de recerca balística) de l'Exèrcit dels Estats Units d'Amèrica en reduccions Doppler.
Va ser l'editora principal del Yale Bright Star Catalogue (Catàleg d'Estrelles Brillants). El catàleg és un compendi d'informació sobre les 9.110 estrelles més brillants del cel. També va ser coautora del The General Catalogue of Trigonometric Stellar Parallaxes (Catàleg general de paral·laxis estel·lars trigonomètriques), que conté mesures precises de la distància de 8.112 estrelles, informació crítica per entendre la cinemàtica de la galàxia de la Via Làctia i l'evolució del veïnat solar. Amb Harlan J. Smith, Hoffleit va descobrir la variabilitat òptica de 3C273, el primer quàsar descobert.

## Premis i distincions
El 1988, Hoffleit va ser guardonada amb el premi George Van Biesbroeck de la Societat Astronòmica Americana (AAS) per una vida de servei a l'astronomia. Del 7 al 8 de març de 1997, la Universitat Yale va acollir un simposi en honor al 90è aniversari d'Hoffleit, dedicat als seus gairebé 70 anys de carrera.

## La seva mort
Hoffleit va complir 100 anys el 12 de març de 2007 i va morir un mes després per complicacions d'un càncer.